# Gnophos pfeifferi
Gnophos pfeifferi là một loài bướm đêm trong họ Geometridae.